# Counter-Revolutionary Violence
Counter-Revolutionary Violence: Bloodbaths in Fact & Propaganda é um livro de 1973 escrito por Noam Chomsky e Edward S. Herman, com prefácio de Richard A. Falk. Ele oferece uma crítica da política externa dos Estados Unidos na Indochina, com foco significativo na Guerra do Vietnã.